# Saint-Victor-l'Abbaye
Saint-Victor-l'Abbaye é uma comuna francesa na região administrativa da Normandia, no departamento de Sena Marítimo. Estende-se por uma área de 8,49 km². Em 2010 a comuna tinha 779 habitantes (densidade: 91,8 hab./km²).